# Fighters Destiny
Fighters Destiny (Fighting Cup (ファイティングカップ) au Japon) est un jeu vidéo de combat sorti en 1997 sur Nintendo 64. Le jeu a été développé par Imagineer et édité par Ocean Software.
Le jeu a eu une suite, Fighters Destiny 2.